# Casa Comella
La Casa Comella es un edificio modernista ubicado en la plaza Mayor de Vich, Barcelona (España). Construido en 1896 por Cayetano Buigas, está inscrito como Bien Cultural de Interés Local en el Catálogo del Patrimonio Cultural catalán, con el código IPA-24636.

## Historia
En 1869 se inició el derribo de las murallas de Vich, que dio paso a la construcción del ensanche de la ciudad. Una de estas edificaciones fue la casa Comella, levantada en el lugar que había ocupado otra antigua finca señorial, la Casa Farreras, de los barones de Savassona. Josep Comella Colom la encargó en 1896 a Cayetano Buigas, quien ya era un arquitecto reputado tras su participación en la Exposición Universal de Barcelona de 1888, donde había construido el Monumento a Colón. Los Comella eran una rica familia de industriales textiles, propietarios de la sociedad Comella Soler, cuya fábrica en Vich era conocida popularmente como Can Mastrot.
La familia Comella se trasladó a la nueva residencia en 1900. En esa misma época el Casino de Vich también instaló su sede en el edificio. La propiedad del inmueble se mantuvo ligada a la misma familia hasta la muerte sin descendencia de la viuda de Manuel Comella, en 1988. La finca fue entonces vendida y quedó repartida entre pequeños propietarios. El Casino de Vich adquirió su local en propiedad y el Ayuntamiento de Vich adquirió la planta noble, donde ubicó las dependencias del Área de Asuntos Sociales.
En 2011 el Grupo Bonpreu compró las dependencias municipales para instalar su sede corporativa. En la actualidad, además de esta empresa en la primera planta y del Casino en el entresuelo, los bajos están ocupados por locales comerciales y el resto de pisos son viviendas particulares.

## Características y arquitectura
Se trata de una casa señorial de grandes dimensiones y planta rectangular. Está situada en la esquina suroeste de la Plaza Mayor de Vich. La fachada principal da a la calle Jacint Verdaguer (nums. 1-5) y las fachadas laterales dan a la calle de la Riera (num. 11) y a la Rambla del Hospital (núm. 1).
Es una construcción modernista con influencias goticistas y medievalistas, como se aprecia en los distintos torreones. Consta de planta baja, entresuelo, tres pisos y altillo. El portal central de la planta baja es adovelado. Por encima, en el primer piso, se abren grandes balcones y en el segundo piso unas tribunas. Entre estas aberturas, en la fachada principal, destacan los esgrafiados de colores que forman cuatro figuras femeninas, representando las estaciones del año. En este mismo cuerpo se observan dos hastiales escalonados, con función decorativa. Destaca también una torre de planta cuadrada, muy decorada, que sobresale como elemento más alto del conjunto, a modo de mirador.